# Phaula
Phaula – rodzaj chrząszczy z rodziny kózkowatych i z podrodziny zgrzypikowych. 

## Zasięg występowania
Przedstawiciele tego rodzaju występują w Ameryce Płd. od Gujany Francuskiej na płn. po Argentynę na płd..

## Systematyka
Do Phaula zaliczanych jest 7 gatunków:
- Phaula antiqua
- Phaula atyroa
- Phaula bullula
- Phaula lichenigera
- Phaula microsticta
- Phaula splendida
- Phaula thomsoni